# Volha Tsiareshka
Volha Tsiareshka (Bielorrusia - 25 de julio de 1989) es una árbitra de fútbol bielorrusa internacional FIFA desde el 2015, dirige como asistente los partidos de la Liga Premier de Bielorrusia.
Dirigió la final del Campeonato Europeo Femenino Sub-19 de la UEFA 2017 entre España y Francia en Belfast.

## Torneos de selecciones
Ha arbitrado en los siguientes torneos de selecciones nacionales:
- Fase Final del Campeonato Europeo Femenino Sub-19 de la UEFA 2017
- Clasificación de UEFA para la Copa Mundial Femenina de Fútbol de 2019
- Clasificación para el Campeonato Europeo Femenino Sub-19 de la UEFA 2018
- Clasificación para el Campeonato Europeo Femenino Sub-19 de la UEFA 2019
- Clasificación para el Campeonato Europeo Femenino Sub-19 de la UEFA 2020

- Clasificación para la Eurocopa Femenina 2021

## Torneos de clubes
Ha arbitrado en los siguientes torneos internacionales de clubes:
- Liga de Campeones Femenina de la UEFA